# Finalmente (Virginio)
Finalmente è il secondo lavoro discografico ed il primo EP del cantautore Virginio, pubblicato l'8 marzo 2011 dalla casa discografica Universal Music. L'anteprima del medesimo è stata pubblicata su iTunes il 4 marzo 2011.

## Descrizione
L'ep, pubblicato in concomitanza con la vittoriosa partecipazione di Virginio alla decima edizione di Amici di Maria De Filippi, è composto da sette tracce, scritte ed arrangiate in gran parte dal cantautore stesso, più una traccia bonus, disponibile solo nella versione pubblicata nell'iTunes Store. Due brani di questo lavoro, A maggio cambio, scritta da Kekko Silvestre dei Modà e Non ha importanza, sono state presentate durante la trasmissione ed incluse nella compilation Amici 10.
Dall'ep due sono i singoli estratti, Ad occhi chiusi, pubblicato l'8 marzo 2011 e Sale, pubblicato il 20 maggio 2011.

## Tracce
CD, download digitale
1. Finalmente – 3:52 (testo: Alberto Pioppi e Virginio – musica: Virginio)
2. Ad occhi chiusi – 3:58 (Saverio Grandi e Virginio)
3. Non ha importanza – 3:35 (Virginio)
4. A maggio cambio – 3:39 (Francesco Silvestre)
5. Dolcenotte – 3:48 (Virginio)
6. Sale – 4:17 (Virginio)
7. Sincero – 3:33 (Roberto Casalino e Massimo Greco)

Durata totale: 26:42
Traccia bonus (iTunes)
1. Vuoti d'aria – 3:58 (Virginio)

## Successo commerciale
Il disco, nella settimana della sua pubblicazione, debutta alla 4ª posizione della Classifica FIMI Album, sua massima posizione; rimane in top 15 per un mese. Successivamente viene certificato nel maggio 2011 disco d'oro per avere venduto oltre 30 000 copie.
Le vendite dell'album sono state supportate anche dal primo singolo estratto, Ad occhi chiusi, che debuttando alla 41ª Top Singoli ha raggiunto successivamente come posizione massima la 20ª della medesima classifica.
Finalmente, risulta essere il 40º disco più venduto in Italia nel 2011, secondo la classifica di fine anno stilata sempre da FIMI.

## Classifiche

### Posizioni massime
| Classifica (2011) | Posizione massima |
| ----------------- | ----------------- |
| Italia            | 4                 |

### Classifiche di fine anno
| Classifica (2011) | Posizione |
| ----------------- | --------- |
| Italia            | 40        |